# 638 Ways to Kill Castro
638 Ways to Kill Castro (în română: 638 de metode de a-l ucide pe Castro) este un film documentar realizat de Channel 4 și difuzat în Regatul Unit pe 28 noiembrie 2006. Filmul prezintă povestea câtorva din numeroasele atentate ale CIA la viața liderului cubanez Fidel Castro.
Filmul a fost regizat de Dollan Cannell, editor de imagine este Meredith Chambers, iar producător executiv – Peter Moore.

## Subiect
Filmul dezvăluie multiple metode și tentative de asasinare a lui Fidel Castro, de la țigarete explozibile până la femei fatale; de la o stație radio care emana LSD gazos până la un stilou cu otravă. Fabian Escalante⁠(es)[traduceți], fostul șef al serviciilor de contrainteligență ale Cubei, cel care a fost împuternicit cu protejarea lui Fidel Castro pe durata celor 49 de ani cât s-a aflat la putere, a estimat la 638 numărul atentatelor la viața lui Castro. Atentatele întreprinse de Central Intelligence Agency au început în prima jumătate a anilor 1960. Din anii 1970, majoritatea atentatelor au fost comise de cubanezi exilați, care au fost antrenați de CIA la scurt timp după ce Castro a preluat puterea în 1959.
Filmul conține și o secvență lungă cu Antonio Veciana, cubanez exilat care în trei ocazii pe parcurusul a 17 ani a fost aproape de a-l ucide pe Castro. Alte personaje sunt exilații Félix Rodríguez, operativ CIA care a antrenat exilații cubanezi pentru Invazia din Golful Porcilor și care a fost prezent atunci când Armata Boliviană l-a ucis pe Che Guevara în 1967 la cererea președintelui bolivian de atunci; și Enrique Ovares, prababil prima persoană care a comis un atentat la viața lui Castro, după ce acesta a preluat puterea. Robert Maheu de asemenea oferă un interviu, un asociat Hughes care a servit ca legătură între CIA și mobsterii "Johnny" Roselli și Sam "Momo" Giancana, într-un alt scenariu de a-l ucide pe Castro, de această dată cu pilule otrăvite.